# Свободное (поселение)
Свободное — древнее энеолитическое поселение 2-й половины 5-го тыс. до н. э. — начала 4-го тыс. до н. э. Расположено в районе села Красногвардейское республики Адыгея, надалеко от кирпичного завода. Получило название по близлежащему посёлку Свободный. Обнаружено в 1981 г. А. А. Нехаевым в ходе раскопок кургана «Большой».

## Культурная принадлежность
Раскопки поселения Свободное стали одним из поводов для пересмотра хронологии и культурной привязки домайкопских поселений Западного Кавказа и выделение их в отдельную культуру накольчатой жемчужной керамики. Хронологически Свободное относят к раннему периоду местного энеолита, синхронным ему определяют лишь так называемый «неолитический» слой Каменномостской пещеры.

## Расположение и структура поселения
Поселение площадью около 1 га расположено на левом берегу заросшей тростником речки Псенафа. Имеет подковообразную планировку с незастроенной центральной частью диаметром около 120 м (где, видимо, содержался скот). Выделяются три этапа существования поселения. На первом этапе его окружал ров, вырытый в лёссовом суглинке, который незамкнутыми концами был направлен в берег реки, не доходя до воды. На концах ров, по крайней мере на одной стороне, становился мельче, сужался и виде носа лодки достигал поверхности. То есть заострялся, что похоже на имитацию рогов. Дальше от концов ров расширялся до 5 и более метров. Глубина его — 4—5 м. С внутренней стороны рва имелся вал, предположительно, с деревянной оградой поверху. Жилища располагались вдоль внутренней стороны вала. На втором этапе ров был засыпан в несколько заходов грунтом с вала и поселения. Затем поселение расширилось или передвинулось на место бывшего рва, местами заходя за его внешнюю границу. Так как засыпка рва постоянно уплотнялась и оседала, то для выравнивания поверхности производилась дополнительная подсыпка грунта.
Жилища были турлучные. Найдены лунки от кольев. Полы в жилищах периодически подсыпались. Иногда дома горели, что оставило слои покрасневшего суглинка на полах, и сохранило незначительные развалы стенной обмазки. В толще пола одного жилища было найдено несколько мелких разноцветных кварцитовых галек — магические закладки или игрушки. Имелись неглубокие хозяйственные ямы.
При строительстве большого кургана на южной оконечности рва и поселения, был взят грунт с поселения. Ещё один распаханный курган располагался на северной оконечности. Культурный слой поселения от распашки не пострадал, так как лежит глубже пахотного слоя. Под пахотным слоем, но выше слоя поселения, надо рвом были обнаружены две, лежавшие рядом, стоячие плоские прямоугольные плитки майкопской культуры. Культурный слой поселения частично был задет грунтовой дорогой, проходящей вдоль речки, и большой современной ямой с захороненным мусором.

## Экономика
Население Свободного было земледельцами и скотоводами. Разводили крупныи и мелкий рогатый скот. Важное место занимало рыболовство. Также охотились (олень, козёл) и ловили мелких животных (черепаха).
На поселении производились каменные и костяные орудия. О гончарном производстве пока свидетельствуют только готовые изделия. Имеются следы использования меди (окислившиеся бусинки и капли металла).

## Находки

### Керамика
Керамика лепная, хотя имеются и признаки использования медленного гончарного круга. Глина только с отощителями: толчёной ракушкой, кварцевым песком и другими. Сосуды — в том числе и миски — преимущественно остродонные. Гораздо меньше уплощенных и плоских донышек. Среди типов сосудов имеются горшковидные формы и экземпляры с высоким горлом. Встречается и «тюльпанообразный» венчик. Имеется значительное количество миниатюрных сосудов. Особенно мелкими экземплярами выделяются мисочки. Имелись также находки цедилок и одной ножки от необычно тонкостенной вазочки. Все виды сосудов — кроме миниатюрных — часто имеют лощение, а миски — даже изнутри.
Орнаментация использовалась нечасто: вдавления прямоугольным или треугольным штампиком, прочерченные линии или одиночные ряды выпуклин-жемчужин на плечиках или по краю венчика. Жемчужник нанесён методом накола изнутри. Над рядом жемчужин может находиться и ряд вдавлений. Имеется сосуд с двойными вертикальными рядами выпуклин. Применялось лощение. Выделяются единичные образцы импортной керамики с глубокой штриховкой (среднестоговская культура), со сплошным покрытием штампом и линиями (репинская культура?), острозубый зигзаг (напоминает орнамент с поселений Сержень-Юрт). Один фрагмент имеет крашеный орнамент в виде параллельных полос.
К керамическим изделиям относится обломок толстостенной жаровни из такой же гончарной глины, что и сосуды.
Глину без примесей применяли для изготовления крупных шаровидных или округло-цилиндрических, реже миндалевидных предметов — бус или грузил для лески. Применялись и глиняные ложки с короткими цилиндрическими ручками.

### Мелкая пластика
Были обнаружены своеобразные керамические женские статуэтки (18 штук). Это плиточки, иногда грубых антропоморфных очертаний, с двумя выпуклостями. Некоторые имеют отверстия в области плеч. У одной на спине имеется сеточный орнамент. Другой тип — фигурки бычков (30 штук). Вместо ног у них плоское основание, то есть они изображены лежащими. Имеются также глиняные рога от подобных фигурок и один, возможно, от более крупной скульптуры.

### Камень
Обнаружены клиновидные шлифованные топоры или тёсла и долотца из серпентинита и диорита. Сверление для каменных орудий не применялось. Разнообразны по сечению профиля серпентинитовые и сланцевые браслеты. Найдена и одна серпентинитовая бусина. Много зернотёрок, в основном гранитных.
Кремнёвая индустрия находилась на высоком уровне. Широко применялась пластинчатая техника. Найдены нуклеусы. Наблюдается обилие скребков, выполненных на пластинах и отщепах. Некоторые орудия довольно миниатюрны. Имеются проколки. У крупных вкладышей серпов — прямой или слегка зубчатый рабочий край. Наконечники стрел имеют двустороннюю обработку. Они треугольные, с прямым основанием, тогда как наконечники дротиков — с односторонней обработкой. Имеются и кремнёвые топоры.

### Кость
Кость или рог использовались очень широко. Из кости и рога изготовляли муфты для каменных топоров. Из рога благородного оленя сделаны двузубые вилы. Из окаменелой и простой кости изготовляли лощила для керамики. Также из кости делали: вкладышевые гарпуны, рукоятки для каменных орудий, мотыжки, проколки, рыболовные крючки, ложки, костяной молоток с просверлённым отверстием,  кочедыки (предположительно) для плетения сетей, тёсла, игральные кости (из овечьих астрагалов), бусины и пронизи, украшения-подвески. Из последних выделяются костяная пектораль и подвески из обточенных зубов оленя. Подвески и крючки делали также из расщеплённых клыков кабана, а бусы вытачивали ещё и из раковин.